# Sisi (Belu)
Sisi ist ein Ort im Regierungsbezirk (Kabupaten) Belu im indonesischen Westtimor. Er teilt sich in die Orte Sisi A und dem 0,3 Meilen westlich gelegenen Ort Sisi B.

## Geschichte
Nach einem Krieg gegen die Portugiesen schloss sich das Reich von Sisi zusammen mit Maudemi dem Bündnis Uma Tolu („Drei Häuser“) der Reiche Fatumean, Lookeu und Dakolo an und gründeten das Bündnis Koba Lima als Bündnis von fünf tetumsprachigen Reichen. Ein „Koba“ ist ein Korb, der für rituelle Handlungen verwendet wird und „lima“, das Wort für „fünf“. Durch Verballhornung wurde aus „Koba“ später das portugiesische „Cova“, was „Grube“ bedeutet. Durch die koloniale Grenzziehung, mit dem Vertrag von Lissabon, zwischen den Niederlanden und Portugal, kamen Sisi, Maudemi und die Hälfte Lookeus zum heute indonesischen Westtimor, während der Rest von Lookeu, Fatumean und Dakolo heute Teil der zu Osttimor gehörenden Gemeinde Cova Lima sind. Noch heute bestehen Bindungen über die Grenze hinweg.